# Mark (België)
Mark (Frans: Marcq) is een dorp in de Belgische provincie Henegouwen en deelgemeente van de faciliteitengemeente Edingen. Het telt ongeveer 1380 inwoners. Het dorp heeft de naam 'Mark' te danken aan het aldaar ontspringende riviertje de Mark. Het dorpje Abele is een gehucht van Mark.
Het Picardisch-Waalse dorpje nabij de grens met Vlaanderen was van oorsprong een Nederlandstalige gemeente, met een Picardisch-Franstalige minderheid, deel uitmakend van het graafschap Henegouwen. Momenteel is Mark grotendeels verfranst, met een Nederlandstalige minderheid.
In de recente verkavelingen wonen opnieuw meer Nederlandstaligen.

## Bezienswaardigheden
- De Sint-Martinuskerk (Église Saint-Martin) heeft een 11e-eeuwse romaanse toren. Het gotisch schip is van omstreeks 1550. Het koor is van 1710.

Het orgel werd gebouwd (1770-1771) door Pieter - de pater familias - Van Peteghem en geleverd in 1772. 
- De Heilig Kruiskapel is een bakstenen kapel van 1617 met portaal van 1778 dat de tekst draagt: DESE CAPELLE GODT EN TEILIGH CRUYCE TE LOUE / OOCQ DE VRYDACK MISSE MET DRY HUYSKENS / VOOR DE ARMEN HEEFT GUEFONDERT / HEER MERTEN DEMEULDRE PASTOR VAN HOVE / BIDT GODT DAT HY ZYNDER ZIELE WILLE ONTFER MEN / ANNO 1617. IHS MA ANNA.

## Natuur en landschap
Mark ligt aan de taalgrens. De Bellebeek stroomt hier in de Mark. De hoogte aan de kerk bedraagt 46 meter. Aan de Mark ligt ook het plaatsje Labliau.

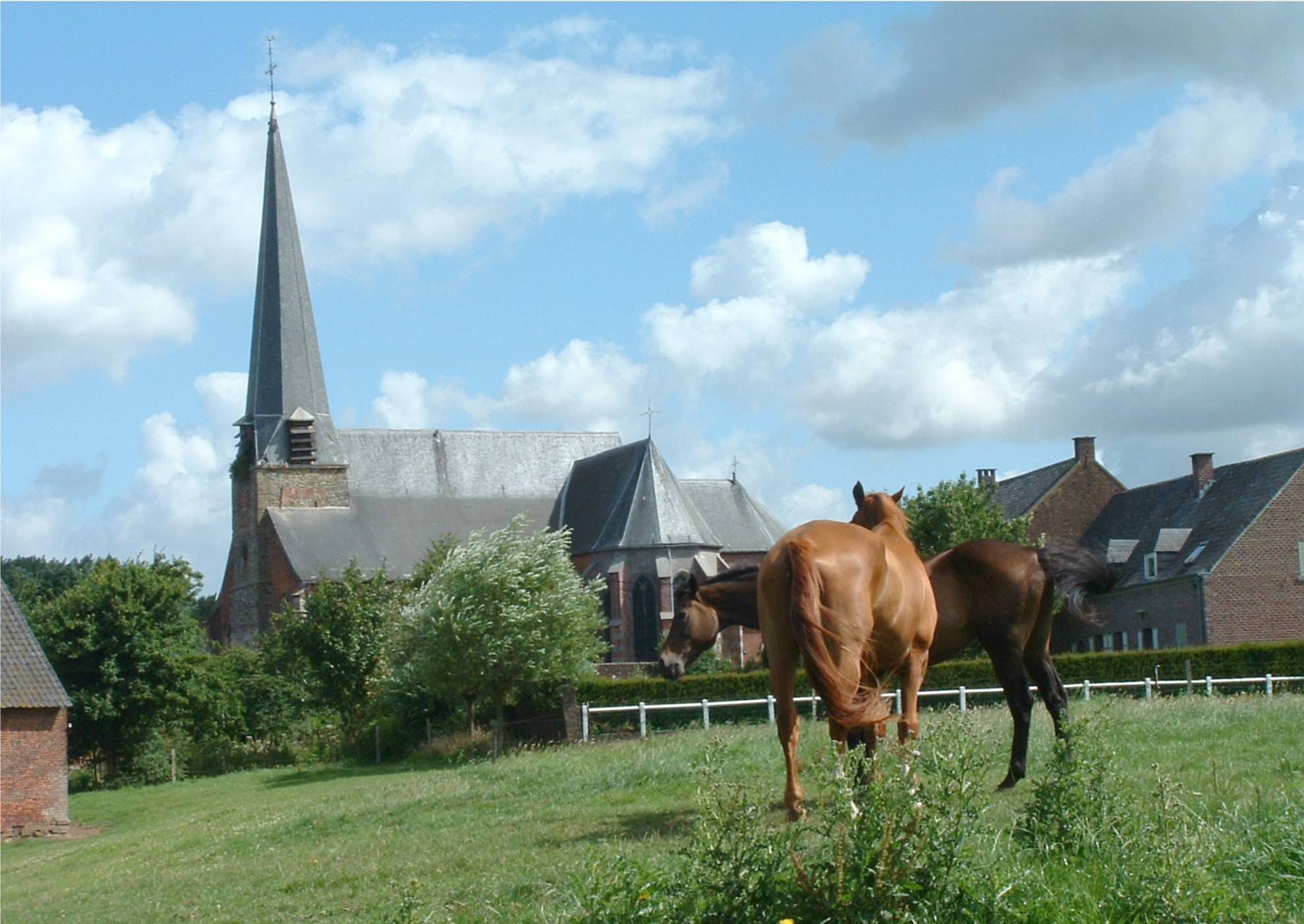
De dorpskern van Mark met Sint-Martinuskerk.

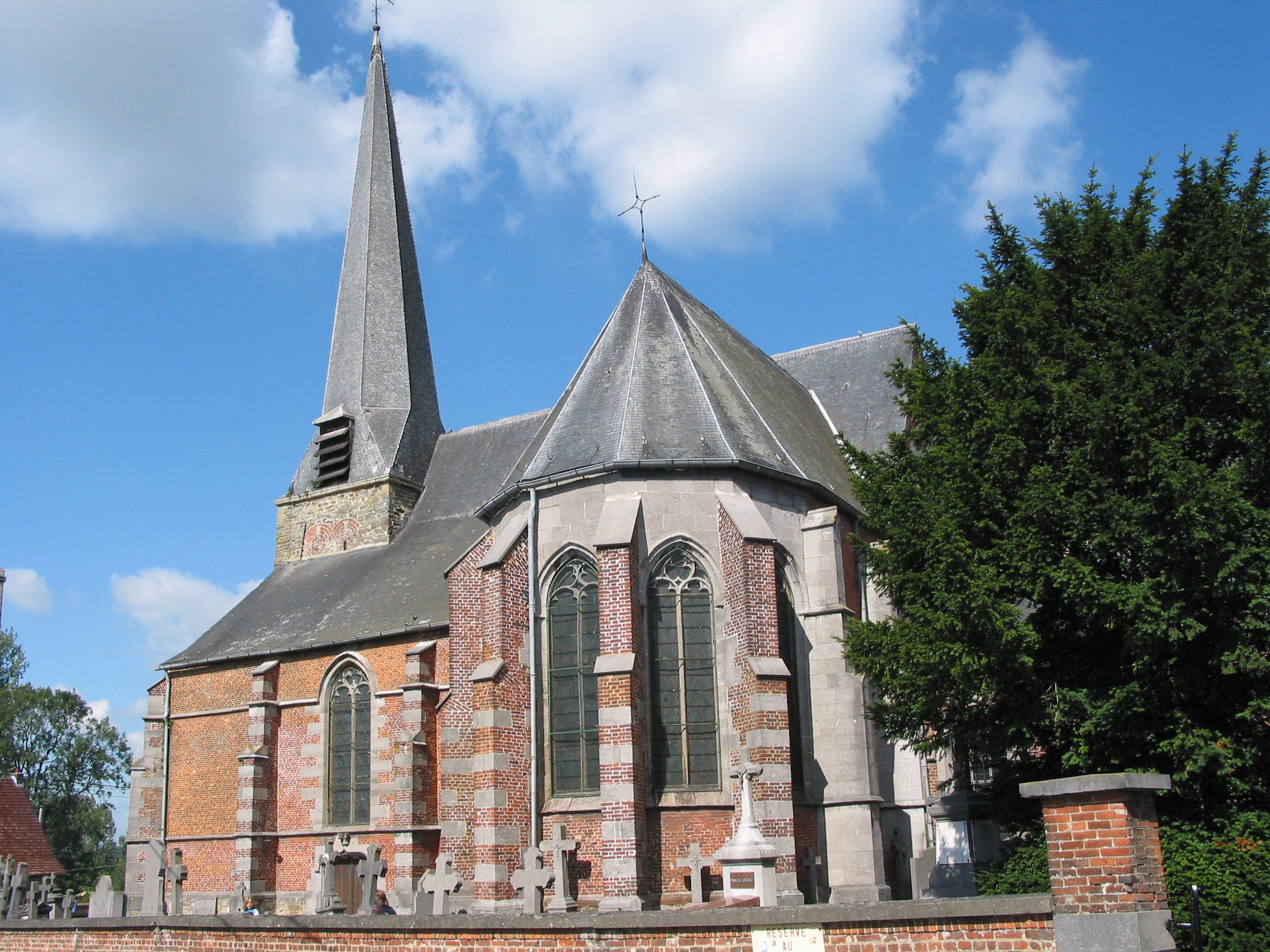
Sint-Martinuskerk (XIIe tot XVIIe eeuw).

## Demografische ontwikkeling
- Bronnen:NIS, Opm:1831 tot en met 1970=volkstellingen, 1976= inwoneraantal op 31 december

## Nabijgelegen kernen
Edingen, Sint-Pieters-Kapelle, Bassilly, Labliau, Hoves